# In Tam
In Tam (1916 – 2006) là chính khách và cựu Thủ tướng Campuchia từ ngày 6 tháng 5 đến ngày 9 tháng 12 năm 1973. 

## Tiểu sử

### Thuở ban đầu
In Tam sinh ngày 22 tháng 9 năm 1916 tại làng Prek Kak huyện Stung Treng, tỉnh Kampong Cham phía đông Campuchia. Lúc nhỏ ông theo học tiếng Pali tại chùa Stung Treng vào năm 1928–1929 trước khi vào học tại Trường Trung học Sisowath. Năm 1942, ông chính thức nhập học Trường Công chính Campuchia. Sau khi tốt nghiệp thì kết hôn với Neang In Tat vào năm 1943, tháng 7 cùng năm ra làm một viên chức nhỏ tại Prey Veng, Siem Reap, Kampong Cham và vùng Tây Nguyên. Từ năm 1953 đến 1954, ông làm thanh tra viên trong lực lượng dân quân tỉnh Kampong Cham. Khoảng thời gian năm 1956–1958, ông được mời làm giám đốc Trường Đào tạo Cán bộ Quân quản tỉnh Kampong Chhnang. cuối cùng ông được thăng lên cấp hàm Đại tướng và giữ chức thống đốc tỉnh Takeo năm 1958-1964. Giai đoạn năm 1959–1962, Tam chuyển sang làm giám đốc Học viện Cảnh sát Hoàng gia Campuchia.

### Sự nghiệp chính trị
Suốt thập niên 1960, Tam bắt đầu tham gia vào sự nghiệp chính trị thông qua nhiều chức vụ trọng yếu trong chính phủ Sangkum của Hoàng thân Norodom Sihanouk, đáng chú ý nhất là Bộ trưởng Bộ Nội vụ và Tôn giáo từ ngày 26 tháng 12 năm 1964 đến ngày 24 tháng 10 năm 1966. Vào năm 1967, Hoàng thân Norodom Sihanouk bổ nhiệm ông làm thống đốc tỉnh Battambang với nhiệm vụ duy trì trật tự trị an sau khi bùng phát cuộc nổi dậy của nông dân Samlaut. Sau gần một năm đương nhiệm, ông được đề bạt làm Bộ trưởng Nông nghiệp trong văn phòng nội các Penn Nouth vào năm 1968. Năm 1969, Tam đứng ra tổ chức cuộc bầu cử nhằm thay thế Hu Nim, thành viên tổ chức du kích cánh tả Khmer Đỏ được bầu vào Chrey Viên, thuộc tỉnh Kampong Cham.
In Tam có liên quan đến vụ bắt giữ cháu trai mình là Preap In, người bị cáo buộc tham gia vào Khmer Serei, một tổ chức du kích cánh hữu chống lại Sihanouk, Preap In bị đưa ra xử tử. Bất chấp lòng trung thành của ông với Sihanouk, In Tam là một trong những nhân vật chính đằng sau chỉ đạo cuộc đảo chính Campuchia vào ngày 18 tháng 3 năm 1970, với cuộc bỏ phiếu luận tội nhằm tước đoạt quyền lực của Sihanouk. Trong vai trò là Chủ tịch Quốc hội thay thế Cheng Heng, đích thân In Tam tuyên bố thành lập nước Cộng hòa Khmer vào tháng 10 năm 1970.
Sau năm 1970, Tam bắt đầu xung đột với nhà lãnh đạo của cuộc đảo chính là Lon Nol. Hành động sau cùng vào tháng 10 năm 1971 của Lon Nol nhằm tước đi quyền lập pháp của Quốc hội, viện dẫn tình trạng khẩn cấp quốc gia đang tăng dần trong cuộc nội chiến Campuchia, đã gây ra làn sóng phản đối và kháng nghị của Tam và 400 nhà sư.
Ngày 4 tháng 6 năm 1972, Tam chuẩn bị chạy đua trong cuộc bầu cử Tổng thống nhằm chống lại phe cánh Lon Nol và Keo An. Hội đồng An ninh Quốc gia Mỹ đưa ra bản báo cáo cho rằng Tam là một trong số chính trị gia Campuchia đầy kinh nghiệm và am hiểu chính trị nhất vào thời điểm đó, với danh tiếng xứng đáng cho tính liêm khiết cùng lối sống khiêm tốn của ông. In Tam xếp vị trí thứ hai sau Lon Nol và chỉ nhận được 24% số phiếu bầu: nhiều người tin rằng nếu cuộc bầu cử được tiến hành ngay thẳng thì trên thực tế Tam đã giành chiến thắng hoàn toàn, dù cuộc vận động tranh cử vẫn được kiểm soát để giành chiến thắng tại thủ đô Phnôm Pênh. Cùng với Đảng Cộng hòa của hoàng thân Sisowath Sirik Matak, Đảng Dân chủ của Tam đã từ chối ra tranh cử vào cuộc bầu cử Quốc hội một năm sau đó để phản đối các điều lệ mà họ đã thấy sự thiên vị dành cho Đảng Xã hội - Cộng hòa của Lon Nol và người em trai là Lon Non. 
Từ năm 1971 đến 1972, Tam giữ chức Phó Thủ tướng đầu tiên của nước Cộng hòa Khmer. Năm 1973, ông được bầu làm Thủ tướng chính phủ Lon Nol trong vòng 7 tháng ngắn ngủi, suốt thời gian đương nhiệm, ông đã đưa ra một loạt chương trình được thiết kế để khuyến khích cán bộ cộng sản ly khai đảng theo về phe chính phủ. Ít lâu sau, ông từ chức lui về sống cùng với gia đình và những người ủng hộ tại đồn điền của mình ở Poipet, Banteay Meanchey. Long Boret lên kế nhiệm chức Thủ tướng thay Tam.
Ngày 5 tháng 2 năm 1975, Norodom Sihanouk và lực lượng du kích Khmer Đỏ cho công bố danh sách "bảy kẻ phản bội" sẽ bị xử tử gồm: Lon Nol, Sirik Matak, In Tam, Cheng Heng, Sosthène Fernandez, Lon Non và Long Boret. Khi Khmer Đỏ nắm quyền kiểm soát Campuchia vào ngày 17 tháng 4 năm 1975, Tam kịp thời trốn sang Thái Lan và cố gắng tổ chức một cuộc nổi dậy chống lại Khmer Đỏ ở khu vực biên giới. Tuy nhiên, cuộc nổi dậy không kéo dài được lâu khi nhà chức trách Thái Lan ra lệnh trục xuất ông vào ngày 22 tháng 12 cùng năm. In Tam vội bay sang Pháp vào năm 1976, ở đây ông đứng ra thành lập Son Sann, Hiệp hội của người Khmer ở nước ngoài với mục đích ủng hộ và tài trợ cho các nhóm đấu tranh quân sự cũ của Đảng Cộng hòa chống lại chế độ Pol Pot. Đến ngày 4 tháng 10 cùng năm, ông dẫn cả gia đình cùng nhau di cư qua Mỹ tị nạn chính trị.

### Lưu vong
Đầu năm 1979, sau sự sụp đổ của Khmer Đỏ, ông trở thành Tổng thư ký tạm thời của Liên minh Dân tộc Khmer và Norodom Sihanouk là chủ tịch. Năm 1981, ông trở thành phó chủ tịch thứ hai của Mặt trận dân tộc thống nhất vì một Campuchia độc lập, bình thường, hòa bình và hợp tác (FUNCINPEC) do Sihanouk thành lập đối lập với chính phủ nước Cộng hòa Nhân dân Campuchia do Việt Nam hậu thuẫn. Mệt mỏi vì những cuộc đấu đá nội bộ trong FUNCINPEC, ông xin từ chức vào ngày 31 tháng 12 năm 1983. Vào những năm đầu thập niên 1980, Tam còn nhậm chức Tổng tư lệnh cánh quân sự FUNCINPEC là MOULINAKA mà về sau gọi là Lực lượng Vũ trang Quốc gia Sihanouk (Armée Nationale Sihanoukiste) cho đến khi bị hoàng thân Norodom Ranariddh thay thế vào năm 1985. Ngoài ra, ông còn là một trong ba Bộ trưởng Quốc phòng Quốc gia của Chính phủ Liên minh Campuchia Dân chủ.
Khoảng thời gian cư trú tại Mỹ, ông ra sức thành lập và phát triển "Khmer Atmatak", một tổ chức nhân đạo đặt trụ sở tại Mỹ, nhờ vậy mà được chính phủ Campuchia mời về nước tham gia chính trường vào năm 1989. Nhờ khéo léo thiết lập quan hệ với các nhà lãnh đạo ở Phnom Penh, Tam trở thành cố vấn cho chính phủ vào năm 1990 với công việc chính là chuẩn bị sửa đổi hiến pháp. Về sau ông lập lại Đảng Dân chủ Campuchia và thất bại trong việc giành ghế vào Quốc hội trong cuộc bầu cử năm 1993. Vào năm 1997, Tam tiến hành liên minh với Đảng Nhân dân Campuchia tạo sự thuận lợi trong cuộc bầu cử kế tiếp nhưng không mấy khả quan. Quá sức chán nản, ông lui về an dưỡng tại Mỹ cùng con cháu. Ngày 1 tháng 4 năm 2006, In Tam qua đời tại Chandler, bang Arizona thuộc miền Tây Nam nước Mỹ, hưởng thọ 89 tuổi.